# Winden am See
Winden am See è un comune austriaco di 1 340 abitanti nel distretto di Neusiedl am See, in Burgenland.